# 砂越站
砂越站（日语：／ Sagoshi eki */?）是位於山形縣酒田市砂越，屬於東日本旅客鐵道（JR東日本）的羽越本線車站。陸羽西線的列車會從余目站駛入至羽越本線至酒田站。

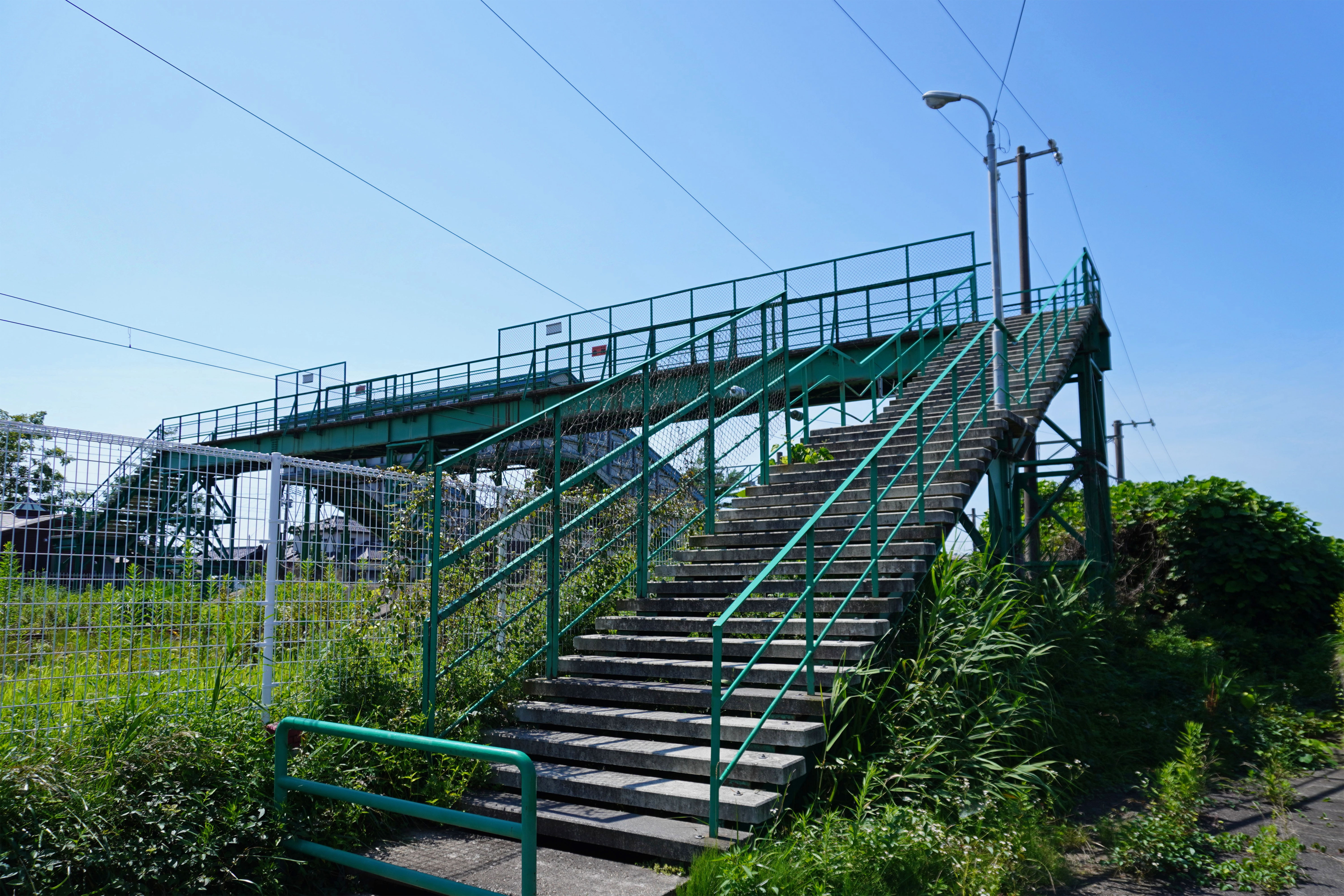
東口（2023年7月）

## 歷史

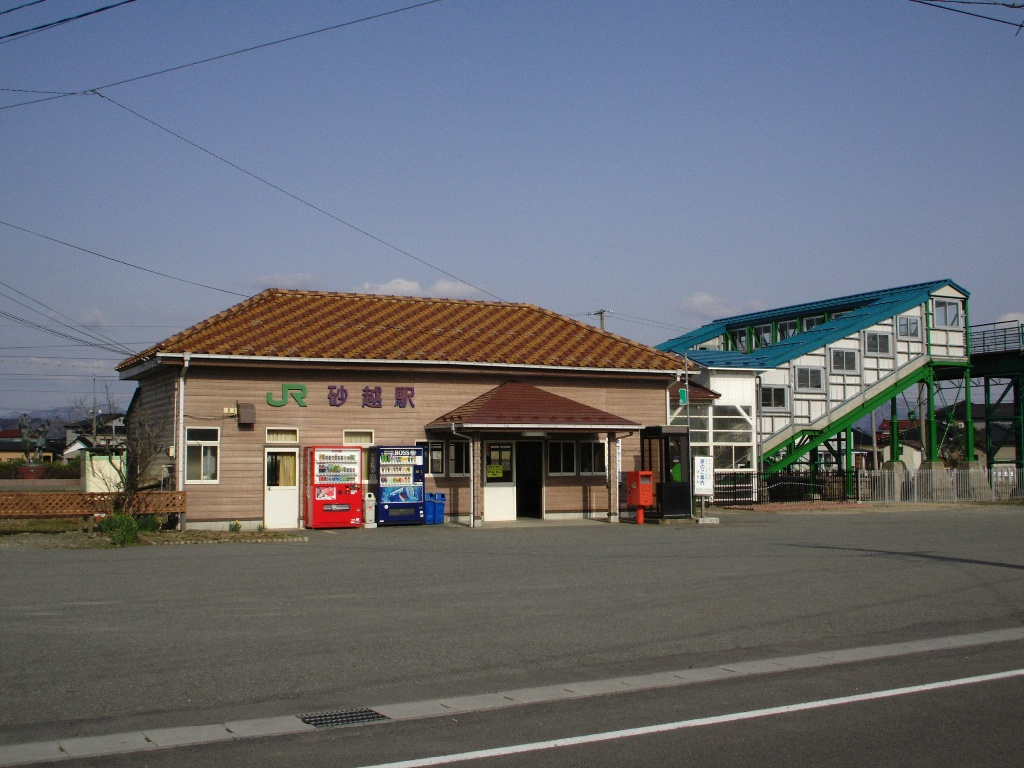
舊站房（2007年4月）

- 1914年（大正3年）12月24日：酒田線余目站至酒田站開業，此站啟用。
- 1917年（大正6年）11月1日：新庄站至酒田站之間改名為陸羽西線。
- 1924年（大正13年）4月20日：陸羽西線鼠關站至羽後岩谷站之間編入至羽越線。
- 1925年（大正14年）11月20日：隨著支線與赤谷線啟用，羽越線改名為羽越本線。
- 1985年（昭和60年）3月14日：成為簡易委託車站。
- 1987年（昭和62年）4月1日：伴隨國鐵分割民營化，車站由東日本旅客鐵道（JR東日本）營運。
- 2014年（平成26年）4月1日：成為無人車站。

## 車站構造

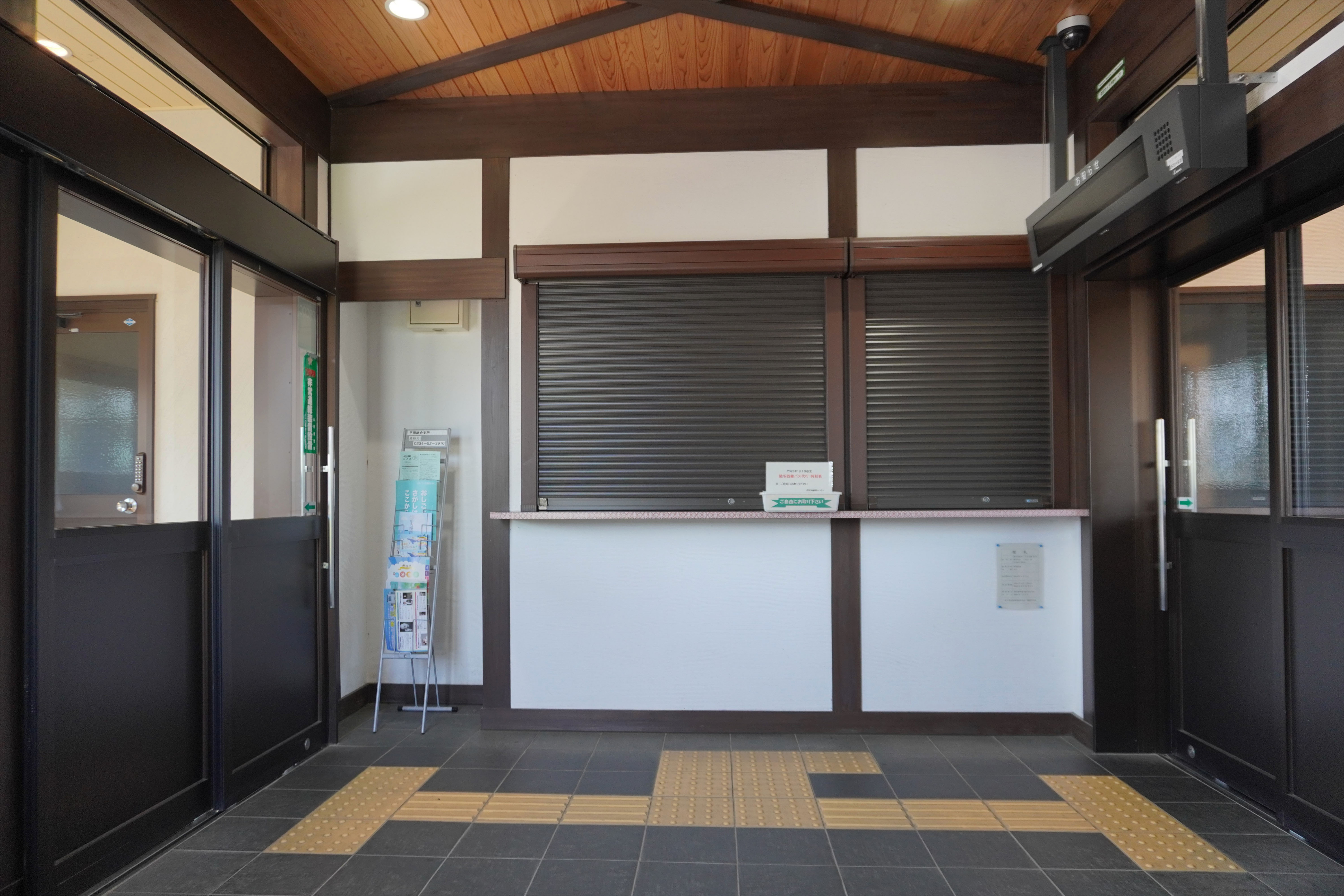
車站內部（2023年7月）

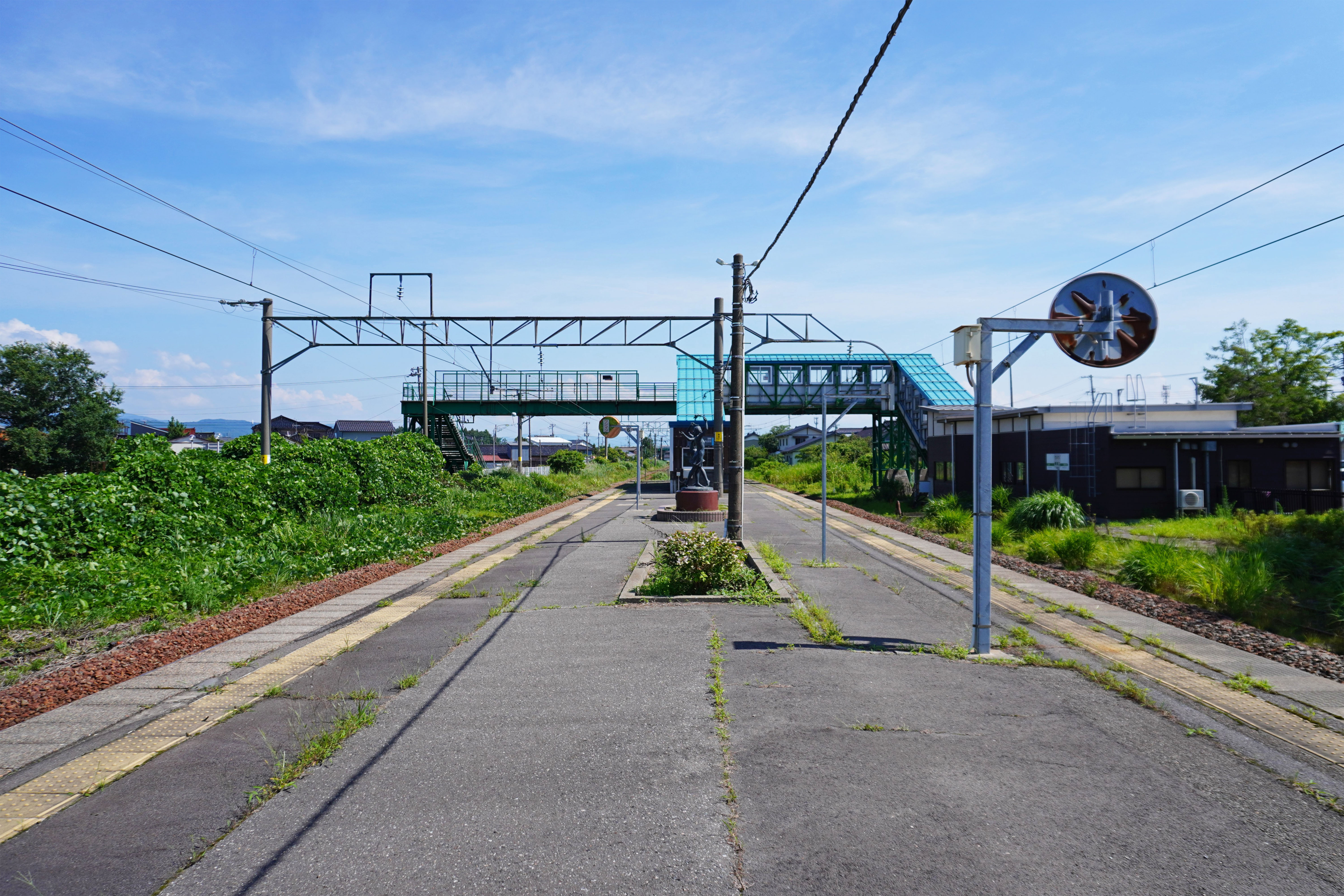
月台（2023年7月）

本站是地面車站，設有1面2線的島式月台。站房與月台之間透過跨線橋連接。此站是由酒田站管理的無人車站，但在2014年3月31日前為簡易委託車站，並委託酒田市負責車站業務。而此站的站內在成為無人車站前設有簡易型自動售票機，在售票櫃臺營業時間中停止使用，現時變成整日都可使用。在月台內設有平田之里的青銅像。

### 月台
| 月台 | 路線                                | 上下行 | 方向           |
| ---- | ----------------------------------- | ------ | -------------- |
| 1    | ■羽越本線 （包括■陸羽西線直通列車） | 下行   | 酒田、秋田方向 |
| 2    | ■羽越本線                           | 上行   | 鶴岡、新津方向 |
| 2    | ■陸羽西線                           | 上行   | 新庄方向       |

參考

## 使用狀況
根據JR東日本資料，以下列出2000年度（平成12年度）- 2012年度（平成24年度）的1日平均乘車人次變化：
| 年度               | 1日平均 乘車人次 | 參考資料        |
| ------------------ | ---------------- | --------------- |
| 2000年（平成12年） | 335              | [ 利用客数 1 ]  |
| 2001年（平成13年） | 331              | [ 利用客数 2 ]  |
| 2002年（平成14年） | 315              | [ 利用客数 3 ]  |
| 2003年（平成15年） | 295              | [ 利用客数 4 ]  |
| 2004年（平成16年） | 265              | [ 利用客数 5 ]  |
| 2005年（平成17年） | 254              | [ 利用客数 6 ]  |
| 2006年（平成18年） | 235              | [ 利用客数 7 ]  |
| 2007年（平成19年） | 235              | [ 利用客数 8 ]  |
| 2008年（平成20年） | 229              | [ 利用客数 9 ]  |
| 2009年（平成21年） | 205              | [ 利用客数 10 ] |
| 2010年（平成22年） | 186              | [ 利用客数 11 ] |
| 2011年（平成23年） | 188              | [ 利用客数 12 ] |
| 2012年（平成24年） | 198              | [ 利用客数 13 ] |

## 車站周邊
- 酒田市政廳 平田綜合分所（前平田町（日语：平田町 (山形県)）公所）
- 平田郵局
- 砂越綠町簡易郵局
- 平田牧場（日语：平田牧場）

## 巴士路線
- 庄內交通
  - 豐町 - 酒田站 - 砂越站前 - 山寺川先
- 庄內交通觀光巴士・Hire
  - 砂越站前 - 平田綜合分所 - 新山 - 上茗澤 - 小林
  - 砂越站前 - 平田綜合分所 - 新山 - 仁助新田 - 小林
  - 砂越站前 - 平田綜合分所 - 新山 - 仁助新田 - 中之俁
  - 砂越站前 - 平田綜合分所 - 新山 - 仁助新田 - 海澤
- 酒田市福祉乘合巴士（日语：酒田市福祉乗合バス）
  - 砂越站前 - 日本海綜合醫院 - 酒田醫療中心前 - 古湊 - 南鳥海站前 - 南遊佐社區中心前

## 相鄰車站
東日本旅客鐵道
■羽越本線、■陸羽西線（余目站至酒田站之間為羽越本線直通區間）
□快速「最上川」
通過
■普通
北余目－砂越－東酒田

## 注腳

### 使用狀況
1. ↑  . 東日本旅客鉄道.   [2019-02-26]. （原始内容存档于2019-04-02） （日语）.
2. ↑  . 東日本旅客鉄道.   [2019-02-26]. （原始内容存档于2019-02-22） （日语）.
3. ↑  . 東日本旅客鉄道.   [2019-02-26]. （原始内容存档于2019-04-02） （日语）.
4. ↑  . 東日本旅客鉄道.   [2019-02-26]. （原始内容存档于2019-03-27） （日语）.
5. ↑  . 東日本旅客鉄道.   [2019-02-26]. （原始内容存档于2019-02-23） （日语）.
6. ↑  . 東日本旅客鉄道.   [2019-02-26]. （原始内容存档于2019-04-02） （日语）.
7. ↑  . 東日本旅客鉄道.   [2019-02-26]. （原始内容存档于2019-04-02） （日语）.
8. ↑  . 東日本旅客鉄道.   [2019-02-26]. （原始内容存档于2019-04-02） （日语）.
9. ↑  . 東日本旅客鉄道.   [2019-02-26]. （原始内容存档于2019-04-02） （日语）.
10. ↑  . 東日本旅客鉄道.   [2019-02-26]. （原始内容存档于2019-04-02） （日语）.
11. ↑  . 東日本旅客鉄道.   [2019-02-26]. （原始内容存档于2016-03-27） （日语）.
12. ↑  . 東日本旅客鉄道.   [2019-02-26]. （原始内容存档于2019-04-02） （日语）.
13. ↑  . 東日本旅客鉄道.   [2019-02-26]. （原始内容存档于2019-03-27） （日语）.

## 外部連結
- 車站資訊（砂越）：東日本旅客鐵道（日語）